# Made a Coward
Made a Coward est un film muet américain réalisé par William Duncan et sorti en 1913.

## Fiche technique
- Réalisation : William Duncan
- Scénario : William Duncan, d'après une histoire de A.W. Collins
- Production : William Nicholas Selig
- Durée : 10 minutes
- Date de sortie : États-Unis : 10 juillet 1913

## Distribution
- William Duncan : Bud Harris
- Lester Cuneo : Tom Jones
- Tom Mix : Pete
- Rex De Rosselli : l'éleveur de moutons
- Myrtle Stedman
- Florence Dye
- Old Blue : le cheval de Pete